# Burn The World
Burn The World es el segundo álbum de la banda AC4. Fue lanzado en el año 2013 por la discográfica Ny Våg y Deathwish Inc..

## Lista de canciones
1. Curva Del Diablo
2. Who's The Enemy
3. All Talked Out
4. Die Like A Dog
5. Morality Match
6. Bullet For Your Head
7. Don't Belong
8. Diplomacy Is Dead
9. Burn The World
10. Eye For An Eye
11. I Won't Play Along
12. Breakout
13. Extraordinary Rendition
14. I Don't Want It I Don't Need It
15. Off The Hook
16. Left You Behind[2]

## Músicos
- Dennis Lyxzén – voz
- Karl Backman – guitarra
- Christoffer Röstlund Jonsson – bajo
- Jens Nordén – batería[2]

## Videos musical
La dirección del video musical Curva del Diablo estuvo a cargo Robin Westman. La grabación del video fue hecha a Umeå.
Un video de la canción Burn the World fue lanzado el 6 de mayo de 2013. Tanto la animación como la dirección del video musical estuvo a cargo del director y guionista Jonathan Lindley.